# Straffes Maß
Ein Straffes Maß ist ein mathematischer Begriff aus der Maßtheorie, einem Teilgebiet der Mathematik, das sich mit der Untersuchung von abstrahierten Volumenbegriffen beschäftigt und die Basis für die Stochastik und die Integrationstheorie liefert. Straffheit ist eine Eigenschaft, die endlichen Maßen sowie Familien und Folgen von endlichen Maßen zukommen kann. Verwendung finden straffe Familien von Maßen beispielsweise bei der Formulierung des Satzes von Prochorow, wo sie zur Charakterisierung von schwach relativ folgenkompakten Mengen von endlichen Maßen auf polnischen Räumen herangezogen werden. Die schwach relativ folgenkompakten Mengen sind von großer Bedeutung, da jede Folge von Elementen aus solch einer Menge immer eine schwache konvergente Teilfolge besitzt.

## Definition
Gegeben sei ein metrischer Raum {\displaystyle (X,d)}, versehen mit der Borelschen σ-Algebra {\displaystyle {\mathcal {B}}(X)}.
Ein endliches Maß auf {\displaystyle {\mathcal {B}}(X)} heißt ein straffes Maß, wenn zu jedem {\displaystyle \varepsilon >0} eine kompakte Menge {\displaystyle K\subset X} existiert, so dass
{\displaystyle \mu (X\setminus K)<\varepsilon }
ist. Eine Menge oder Familie {\displaystyle {\mathcal {M}}} von endlichen Maßen heißt straff, wenn zu jedem {\displaystyle \varepsilon >0} eine kompakte Menge {\displaystyle K\subset X} existiert, so dass
{\displaystyle \sup _{\mu \in {\mathcal {M}}}\;\{\mu (X\setminus K)\}<\varepsilon }
ist. Eine Folge {\displaystyle (\mu _{n})_{n\in \mathbb {N} }} von endlichen Maßen heißt straff, wenn die Menge {\displaystyle {\mathcal {M}}=\{\mu _{n}\;|\;n\in \mathbb {N} \}} straff ist.
Für den Spezialfall eines Wahrscheinlichkeitsmaßes {\displaystyle P} folgt, dass {\displaystyle P} genau dann straff ist, wenn für jedes {\displaystyle \epsilon >0} eine kompakte Menge {\displaystyle K} existiert, so dass
{\displaystyle P(K)\geq 1-\epsilon }
ist. Die Straffheit von Mengen, Familien und Folgen von Wahrscheinlichkeitsmaßen folgt dann analog.
Die Straffheit einer Menge {\displaystyle \{P^{X_{n}}:n\geq 1\}} von Verteilungen von Zufallsvariablen wird als Straffheit der Folge {\displaystyle (X_{n})_{n\geq 1}} bezeichnet. Alternativ sagt man, dass {\displaystyle (X_{n})_{n\geq 1}} stochastisch beschränkt sei.

## Beispiele
Ist {\displaystyle \delta _{x}} das Dirac-Maß auf dem Punkt {\displaystyle x}, aufgefasst als Maß auf {\displaystyle (\mathbb {R} ,{\mathcal {B}}(\mathbb {R} ))}, so ist die Folge {\displaystyle (\delta _{n})_{n\in \mathbb {N} }} nicht straff. Denn die kompakten Teilmengen von {\displaystyle \mathbb {R} } sind nach dem Satz von Heine-Borel beschränkt und abgeschlossen. Dann existiert für jedes {\displaystyle \varepsilon \in (0,1)} und jede kompakte Menge {\displaystyle K} ein {\displaystyle N_{K}\in \mathbb {N} }, so dass {\displaystyle N_{K}>x} für alle {\displaystyle x\in K}, da {\displaystyle K} beschränkt ist. Damit ist dann aber auch {\displaystyle \delta _{N_{K}}(\mathbb {R} \setminus K)=1} für jede beliebige kompakte Menge. Also ist die Folge nicht straff.
Umgekehrt ist die Folge {\displaystyle {\mathcal {M}}:=\left(\delta _{a_{n}}\right)_{n\in \mathbb {N} }} genau dann straff, wenn die Folge {\displaystyle (a_{n})_{n\in \mathbb {N} }} beschränkt ist. Denn setzt man {\displaystyle C:=\sup _{n\in \mathbb {N} }|a_{n}|}, so ist die Menge {\displaystyle K=[-C,C]} kompakt, und es ist
{\displaystyle \sup _{\mu \in {\mathcal {M}}}\;\{\mu (\mathbb {R} \setminus [-C,C])\}=0}
und somit ist das Straffheitskriterium auch für alle {\displaystyle \varepsilon >0} erfüllt.
Die Bedingung der Straffheit stellt also sicher, dass keine Masse „ins Unendliche abwandert“.

## Bemerkung
Der Begriff der Straffheit wird in der Literatur, insbesondere im angelsächsischen Sprachraum, nicht eindeutig verwendet. Elstrodt spricht in seinem deutschsprachigen Buch von Straffheit und verweist auf den englischen Begriff „tight“, die Encyclopaedia of Mathematics verweist aber unter tight measure auf ein lokal endliches Maß auf einem Hausdorff-Raum und der entsprechenden borelschen σ-Algebra, das von innen regulär ist. Solche Maße werden bei Elstrodt als Radon-Maße bezeichnet. Auch die Staffheit entspricht nicht dem englischen Begriff der tightness, diese ist die Regularität von innen. Daher ist bei jedem Autor eine Überprüfung der verwendeten Definitionen unerlässlich.
Es ist außerdem ausreichend wenn der Raum lediglich mit einer Topologie ausgestattet ist und keiner Metrik.

## Verwandte Begriffe
Die Straffheit lässt sich auch für Verteilungsfunktionen im Sinne der Stochastik definieren, man spricht dann von straffen Familien von Verteilungsfunktionen.